# Terafim

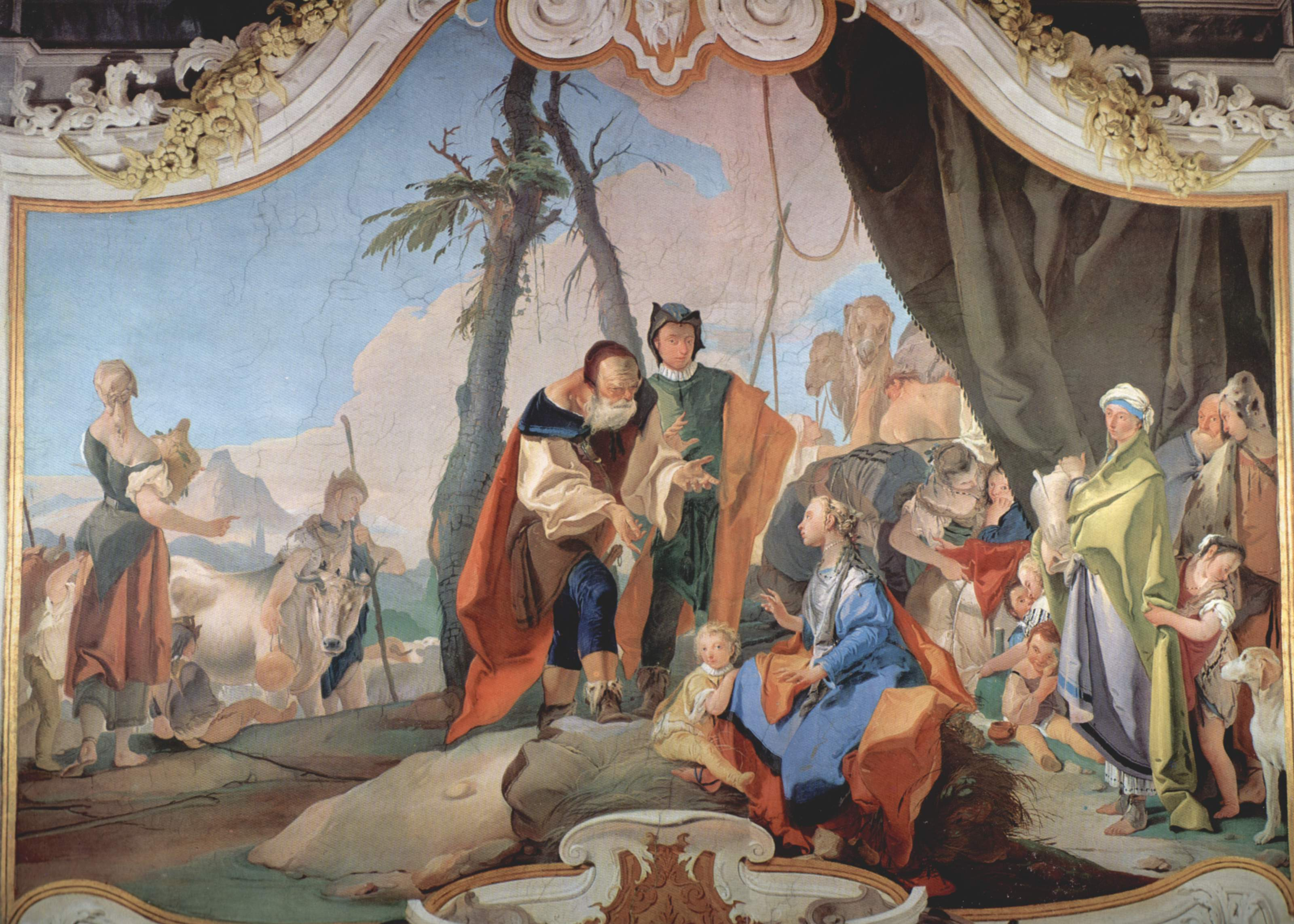
Affresco di Giovanni Battista Tiepolo: Rachele seduta sui terafim.

Terafim o teraphim (in lingua ebraica: תרפים) è una parola della lingua ebraica per indicare oggetti di culto, presente nella Bibbia soltanto in forma plurale, di cui non si conosce la originaria etimologia.
Sebbene il termine si presenti sempre al plurale, gli studiosi sono convinti che si tratti di un "plurale di magnitudine", indicante la grandiosità e il carattere sacro degli oggetti cui fa riferimento, i quali di fatto sussistevano ed erano usati singolarmente.
Anche l'esatta forma degli oggetti indicati dal termine è ancora sconosciuta: nell'Antico Testamento esso è adoperato in riferimento al pantheon degli dei semitici dell'epoca nomade degli ebrei. Forse si trattava di statue o statuine o oggetti simbolici, venerati principalmente in ambito familiare.
La Bibbia usa spesso il termine Terafim, in diversi libri. Di Terafim parla anche Flavio Giuseppe e la letteratura rabbinica.

## Significato
Secondo una Letteratura rabbinica, il significato della parola era quello di  "faccenda menaguai", ma questa interpretazione è rifiutata da alcune scuole della moderna esegesi; altre, invece, identificano i terafim con qualcosa che allude al cranio umano, che sembrerebbe sostenibile dopo gli scavi di Gerico: si veda la Targum Pseudo-Jonathan. Tuttavia gli scavi nella biblica città di Gerico mettono in dubbio che si trattasse di uso di questa specie di feticcio.
Reperti di scavi archeologici in Mesopotamia – in Nouzi, antica città a oriente del fiume Tigri e a occidente di Ninive compiuti dal 1925 fino 1931 – indicano che il possesso dei terafim significava un rapporto devozionale a "divinità domestiche" che in certe circostanze davano, ad esempio, al genero il diritto di accedere al tribunale per acquisire il possesso dei beni del suocero mancato. ( Ancient Near Eastern Texts, par J. Pritchard, 1974, 219, 220, e nota 51).
Perciò, può essere che Rachele (Gn 31, 14-16) abbia pensato che aveva diritto di prendere i Terafim della famiglia poiché suo padre aveva ingannato e truffato suo marito Giacobbe. Il valore giuridico dei Terafim in relazione al diritto di ereditare potrebbe far comprendere perché Labano, padre di Rachele, con tanta premura rincorresse, con la gente dei suoi fratelli, la comitiva dei fuggitivi, per riprenderseli (Gn 31, 19-30):

## I terafim nelle traduzioni greche e in altre lingue
- Settanta con “immagini” nella Genesi, con “oracolo” (sortilegi) in Zaccaria, e con “pubblici oggetti (greco: δῆλοι) in Osea.[5].
- Aquila di Sinope tradusse questo termine con “figura”,
- Teodozione non tradusse la parola[6] e preferì limitarsi alla translitterazione.

In altre lingue le traduzioni spesso si limitano alla translitterazione. Invece:
- La Bibbia di re Giacomo tradusse alcune volte con “immagini” (Gen. 31, 19 e in 1Samuele 19, 13), “idoli in Zaccaria (10, 2) o “idolatria in 1Samuele (15,23); a volte invece si accontenta della semplice translitterazione come nel Libro dei Giudici (17, 5) e in Osea (3, 4).
- La Bibbia italiana CEI (2009) Nova Vulgata (o Neovulgata) si limita alla translitterazione “Terafim”.
- Nella latina Vulgata, meglio nelle Vulgate, di solito si trova “Idola” (idoli. Genesi) o “theraphim” (Giudici, 17,5), “statue” in 1Samuele 19, 13...

## Frequenza del termine nella Bibbia
Esso appare frequentemente, senza mai tuttavia che ne venga spiegato il significato: questo tuttavia si può ricavare dai contesti e dalle circostanze del richiamo della parola.
- Secondo la Genesi Giacobbe prende i Terafim e li infossa sul Garizim come atto di liberazione: ciò dimostrerebbe un certo legame tra i terafim e il culto pagano, arameo soprattutto, allora già avviato al tramonto.[8].
- ancora secondo la Genesi (31, 19-34), Rachele si impossessò dei Terafim del padre Labano e li nascose sotto la sella della cavalcatura;
- nel primo libro di Samuele (1Sam 19) Mikal moglie di Davide, inganna gli uomini di Saul facendo credere che sul letto di Davide ci stavano soltanto i terafim. Dal contesto si comprende che nelle case di israeliti c'era un luogo apposito per i terafim.[9]
- in Osea (3-4[5]), i terafim passano come Efod del culto ebraico. Quindi come oggetti cultuali. I due oggetti sacri, infatti, sono strettamente legati nei testi diverse volte, ma i primi generalmente vengono presentati come vietati dalla legge;[8].
- in Zaccaria 10-2 si dice:  ”Poiché i terafim dicono menzogne, gli indovini vedono il falso, raccontano sogni fallaci, danno vane consolazioni: perciò vagano come gregge, sono oppressi, perché senza pastore.”

Questo versetto dà ragione ai Settanta che traducono terafim per “oracolo”  facendo pensare che si tratti di oggetti cultuali il cui utilizzo permetteva ai sacerdoti una qualche sorta di divinazione.
Il fatto che Mikal che adora Javé e si serve dei terafim (1Sam 19) e che Labano (Gen 31, 30) considera i suoi recuperati terafim come rappresentazione dei “suoi dei” sembra indicare che si trattava di immagine di Javé. Ma sarebbe l'unico caso perché le altre attestazioni fanno supporre che mai è raffigurato Javé.
Secondo testi biblici, i terafim erano vietati come si arguisce dal 2Re 23, 1-2: 
”  : “Il re comandò al sommo sacerdote Chelkia, ai sacerdoti del secondo ordine e ai custodi della soglia, di condurre fuori del tempio tutti gli oggetti fatti in onore di Baal, di Asera e di tutta la milizia del cielo; li bruciò fuori di Gerusalemme, nei campi del Cedron, e ne portò la cenere a Betel...”. e del citato Osea. Ma è possibile che l'uso di questi oggetti contrari alla religione ebraica, sia durato tra il popolo almeno fino all'epoca del Giudaismo e anche oltre ..
Dal libro dei Giudici si apprende che le tribù israelitiche, minacciate dai nemici e dai predicatori javisti, dovettero abbandonare gli idoli. Si veda 10, 6-16.